# Cyptoxenus buchelus
Cyptoxenus buchelus (лат.) — ископаемый вид жесткокрылых насекомых рода Cyptoxenus из семейства ложнослоники (Anthribidae). Обнаружены в миоценовом доминиканском янтаре (остров Гаити, Карибский бассейн, Северная Америка). Возраст от 13,65 до 20,43 млн лет (по другим данным до 40 млн лет).

## Описание
Длина тела 2,5 мм, длина рострума 0,3 мм (он широкий, равен 0,3 от длины пронотума). Отличаются крупными коготками лапок (отсюда видовое название, составленное из двух латинских слов: «bu» + «chela», крупный + когти). Грудь плотно пунктированная. Глаза округлые, выпуклые. Латеральный пронотальный киль развит. Тело чёрное, с мелкими щетинками на надкрыльях. Вид был впервые описан в 2016 году американским палеоэнтомологом Джорджем Пойнаром (George Poinar Jr; Department of Integrative Biology, Oregon State University, Корваллис, Орегон, США) и российским колеоптерологом Андреем Легаловым (Институт систематики и экологии животных СО РАН, Новосибирск, Россия).